# Pseudadenia vitosana
Pseudadenia vitosana là một loài thực vật có hoa trong họ Lan. Loài này được (H.Baumann) O.Gerbaud & W.Schmid miêu tả khoa học đầu tiên năm 1999.